# Orchestre de chambre de Versailles

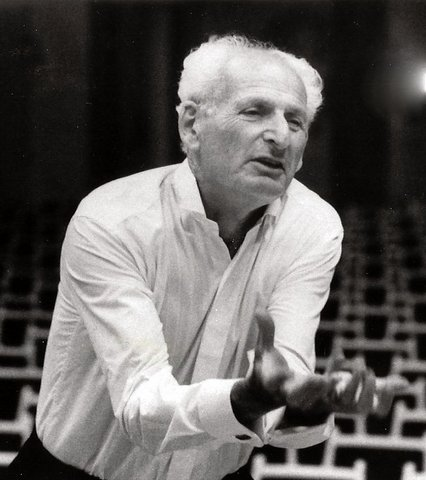
Bernard Wahl, fondateur de l'Orchestre de chambre de Versailles.

L'Orchestre de chambre de Versailles est un orchestre de chambre fondé en 1952 par le violoniste Bernard Wahl.
Outre les concerts qu'il donne en France, de multiples tournées à l'étranger ont mené l'Orchestre de chambre de Versailles dans la presque totalité des pays d'Europe, en Asie et au Moyen-Orient, en Amérique du Nord et du Sud et en Afrique. L'Orchestre a accompagné des solistes célèbres et enregistré de nombreuses œuvres sur vinyles et CD.

## Historique

### De 1952 à 1994: l'ère Bernard Wahl
Formé au conservatoire de Versailles, Bernard Wahl décide de se tourner vers la direction d’orchestre après avoir suivi des cours de composition avec Arthur Honegger. Il fonde l’Orchestre de chambre de Versailles en 1952 avec un groupe d'amis, tous anciens élèves du Conservatoire de la ville. Le premier concert a lieu au théâtre Montansier à Versailles 4 juin 1952. Pendant près de 30 ans, il y assure une saison musicale de 3 à 6 concerts par an grâce à la bienveillance de la célèbre directrice du théâtre Marcelle Tassencourt. Ses concerts sont très suivis, et dans la banlieue ouest, les centres culturels font régulièrement appel à l'OCV. Chaque année, plusieurs concerts sont donnés au château de Versailles. Les critiques sont unanimement très élogieuses.   
Dès 1958, l’orchestre se produit un peu partout en France et en Europe. À l'étranger, les œuvres de musique française de l'École de Versailles sont très appréciées. Lors d’un concert donné à Amsterdam en 1959 au Concertgebouw, la presse et les critiques enthousiastes, poussent l’activité de l’Orchestre de Chambre de Versailles vers une carrière encore plus internationale. Ainsi en 1971, un grand voyage de deux mois et 60 000 km, mène cet ensemble de Berlin à Mexico en passant par le Chili, le Paraguay, l'Argentine, l'Amérique centrale et les Caraïbes. L’orchestre participe à de nombreux festivals et des émissions de radio et de télévision.   
C’est un des premiers orchestres invité en Chine, et en 1987, le premier orchestre de chambre invité à Berlin dans la grande salle du concerthaus pour célébrer les 750 ans de la ville . L’orchestre a donné plus de 1 500 concerts dans une quarantaine de pays, soutenu pendant longtemps par le conseil général des Yvelines, par la ville de Versailles et par la direction générale des affaires culturelles, par des mécènes et par le ministère des affaires étrangères.

### Depuis 1994: l'ère Anne-Claude Villars
Depuis le décès de son chef et fondateur Bernard Wahl en 1994 au cours d’une répétition au théâtre Montansier à Versailles, l'orchestre poursuit sa carrière sous la direction musicale de son violon solo : Anne-Claude Villars. Régulièrement, l'orchestre participe a des concerts éducatifs, présentant des œuvres tels que Pierre et le Loup de Prokofiev ou le Carnaval des animaux de Saint-Saëns, et aide les jeunes à mieux s'initier à la musique. L'ensemble, poursuit sa contribution à la formation musicale, et en particulier, à celles et ceux qui n'y ont pas habituellement accès. 

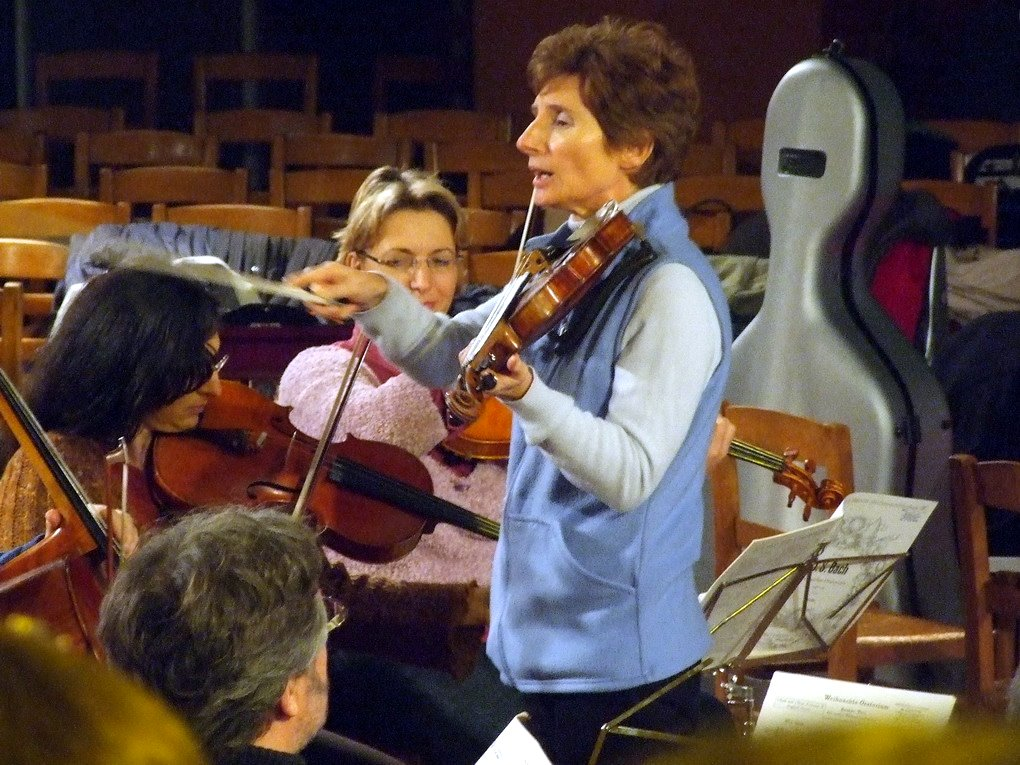
Anne-Claude Villars, qui dirige l'Orchestre de chambre de Versailles depuis 1994.

Ayant perdu en 2010 ses sources de subvention à la suite d'une grave maladie de son directeur artistique (guérie depuis), l’orchestre continue son activité avec comme objectif ce même niveau de qualité musicale recherché pour apporter des belles émotions musicales a son public. L’orchestre a fêté en 2020 ses 68 ans d'existence.

## Répertoire
Bernard Wahl développe un répertoire lié à la spécificité versaillaise et, précurseur, il fait connaître de nombreuses œuvres de musiciens peu connus à l’époque dans le monde, tels que : Lully, Campra, Leclair, Couperin, Rameau, De Lalande, Clérambault, etc. Pour établir le répertoire de l’orchestre, il est aidé par Laurence Boulay qui est la claveciniste de l’orchestre et musicologue reconnue. Elle a entrepris de nombreuses recherches sur les compositeurs de l’époque de Louis XIV. L’orchestre de chambre interprète aussi le répertoire classique pour orchestre et pour chœur. Il explore aussi bien le répertoire de l’orchestre a cordes depuis l’époque baroque jusqu’à nos jours avec un fort intérêt pour les compositeurs du XXe siècle tels que : Bartók, Britten, Chostakovitch, Corrigliano, Copland, Debussy, Françaix, Hindemith, Merlet, Piazolla, Poulenc, Prokofiev, Ravel, Rosenthal, Roussel, Tortelier.
Il a fait découvrir, entre autres, des œuvres du Chevalier de Saint-George et de Simon Leduc retrouvées à la bibliothèque nationale et enregistrés.
L'Orchestre présente parfois des œuvres avec chœurs tels que Le Messie de Haendel ou la Messe en si, les oratorios de Jean-Sébastien Bach, les messes de Mozart

## Musiciens ayant joué avec l'Orchestre de Chambre de Versailles

### Premiers violons successifs de l'OCV
Josette Dodrelle, Jacques Durand, Ami Flammer, Maryvonne Le Dizes, Anne-Claude  Villars.

### Violoncelles solos de l'OCV
Jean Reculard, Philippe Muller, Frédéric Borsarello, Emmanuelle Lemirre.

### Solistes ayant joué avec l'OCV

#### Musiciens
Maurice André, Lili Laskine, Jean Pierre Rampal, Natalia Gutmann, Ivri Gitlis, Maxence Larrieu, Peter Wispelwey, Arto Noras, Anne Gastinel, Roger Bourdin, Patrice Kirchhof, Philippe Muller, Miguel Angel Estrella, Gabriel Tacchino, Alexandre Lagoya, Jacques Rouvier, Rolland Pidoux

#### Chanteurs
John Elwes, Régine Crespin, Jeanne Berbier, Peter Harvey, Peter Kooy, Donna Brown, Malcolm Walker, Monique Zannetti, Brigitte Vinson, Ernst Hafliger, Anne Murray, Charles Brett, etc.

#### jeunes talents
Depuis longtemps, l'OCV aide à promouvoir de jeunes talents, entre autres les Lauréats des concours Marguerite Long, Jacques Thibault.

## Discographie
- Vivaldi: Concerto pour petite flûte, RV 443 & concerto pour cordes, RV 126, 1957.
- Camera: Didon - Lully: Cadmus et Hermione, extraits instrumentaux, 1961.
- Musique pour les menus plaisirs du Roy, 1962.
- De Lalande: Te Deum
- Lully, Mouret, Clérambault, De Lalande: Symphonies et fanfares au château de Versailles, Mondio Music Classique (MMC 1013)
- Lully, Mouret, Clérambault, De Lalande: Symphonies et fanfares pour les fêtes sur le canal de Versailles, Disques Pop (CBM 60042-30)
- Stölzel: Concerto Grosso à quatre chœurs; Teleman: Suite en la mineur pour cordes/Concerto en ré majeur pour 3 trompettes, 2 hautbois, cordes et aimables, Contrepoint (MC 20 154)
- Fux, Fasch, Graupner: Contemporains de J.S. Bach, Contrepoint (MC 20 156)
- Lully, Telemann, Rameau, Fux: Musique Royale à Versailles, Mode Disques (MDINT 9190)
- Simon Le Duc: Trois Symphonies, Arion, 1980.
- Le Chevalier de Saint-Georges: 11e concerto op. VII no 2, Symphonies op. XI no 1 et 2. Violon principal: Anne-Claude Villars, Arion.
- W. A. Mozart: Divertissement K. 251, Quatuors à cordes K. 157 & 160, Symphonie K. 112, Arion, 1990.